# Abbaye Notre-Dame de Bonne-Espérance d'Échourgnac
Ne doit pas être confondu avec Abbaye de Bonne-Espérance ou Bonne-Espérance.
L’abbaye Notre-Dame de Bonne-Espérance d'Échourgnac est un monastère français de moniales cisterciennes-trappistes sis en Dordogne, dans la commune d'Échourgnac. Une fondation de moines trappistes (XIXe siècle) est réinvestie en 1923 par des moniales de la même tradition trappiste. L'abbaye est « vivante » et la communauté compte vingt-six moniales. Cette communauté achète et affine des fromages qu'elle commercialise sous sa marque Trappe Échourgnac.

## Localisation
L'abbaye est située au lieu-dit « Biscaye », à environ 1,5 kilomètre du centre-bourg d'Échourgnac, sur les limites de la forêt de la Double, à peu près à mi-chemin entre Périgueux et Libourne.

## Histoire

### Moines trappistes
Des moines trappistes de l'Abbaye du Port-du-Salut (Mayenne) s'établissent dans ce lieu insalubre et marécageux en 1868. Fidèles à la tradition cistercienne de pionniers, ils en entreprennent l'assainissement, en drainant les marécages et en mettant les terres en valeur,,.
Les trappistes créent également une étable et une fromagerie, ce qui leur permet de développer un savoir-faire fromager à l'origine de la Trappe Échourgnac.
Les lois anti-religieuses de 1910 contraignent les moines à quitter leur abbaye. Une société se constitue pour entretenir les bâtiments et perpétuer le savoir-faire des moines jusqu'à ce qu'une autre communauté religieuse prenne le relais.

### Moniales cisterciennes
En 1923, des moniales cisterciennes s'installent à Échourgnac. Leur maison-mère est l’abbaye Notre-Dame de la Consolation de Vaise, dans laquelle les religieuses revenues d'exil après la Révolution française et l'Empire ont fondé leur première maison. Cette dernière implantation s'étant révélée à la fois trop petite et assez féconde, plusieurs abbayes filles sont fondées, dont Notre-Dame-des-Anges à Espira-de-l'Agly en 1852. Les religieuses sont chassées en 1904 par les décrets d'expulsion visant les religieux ; elles se réfugient alors en Espagne, à Herrera (es). En 1923, elles sont autorisées à rentrer en France et s'installent à Échourgnac.
Les trappistines travaillent dur pour assurer leur indépendance (elles vivent en complète autarcie) et réussir notamment à racheter la fromagerie. Elles doivent en outre faire face à plusieurs incendies : celui du clocher en 1939, ceux de la fromagerie en 1956 et 1983. En 1999, afin de pouvoir rénover leurs ateliers, elles décident de sous-traiter la première partie de la fabrication, le moulage du fromage, à une laiterie bretonne puis commercialisent le Trappe Échourgnac parfumé à la noix.
En 2024, la communauté monastique se compose de vingt-deux moniales.

## Abbaye

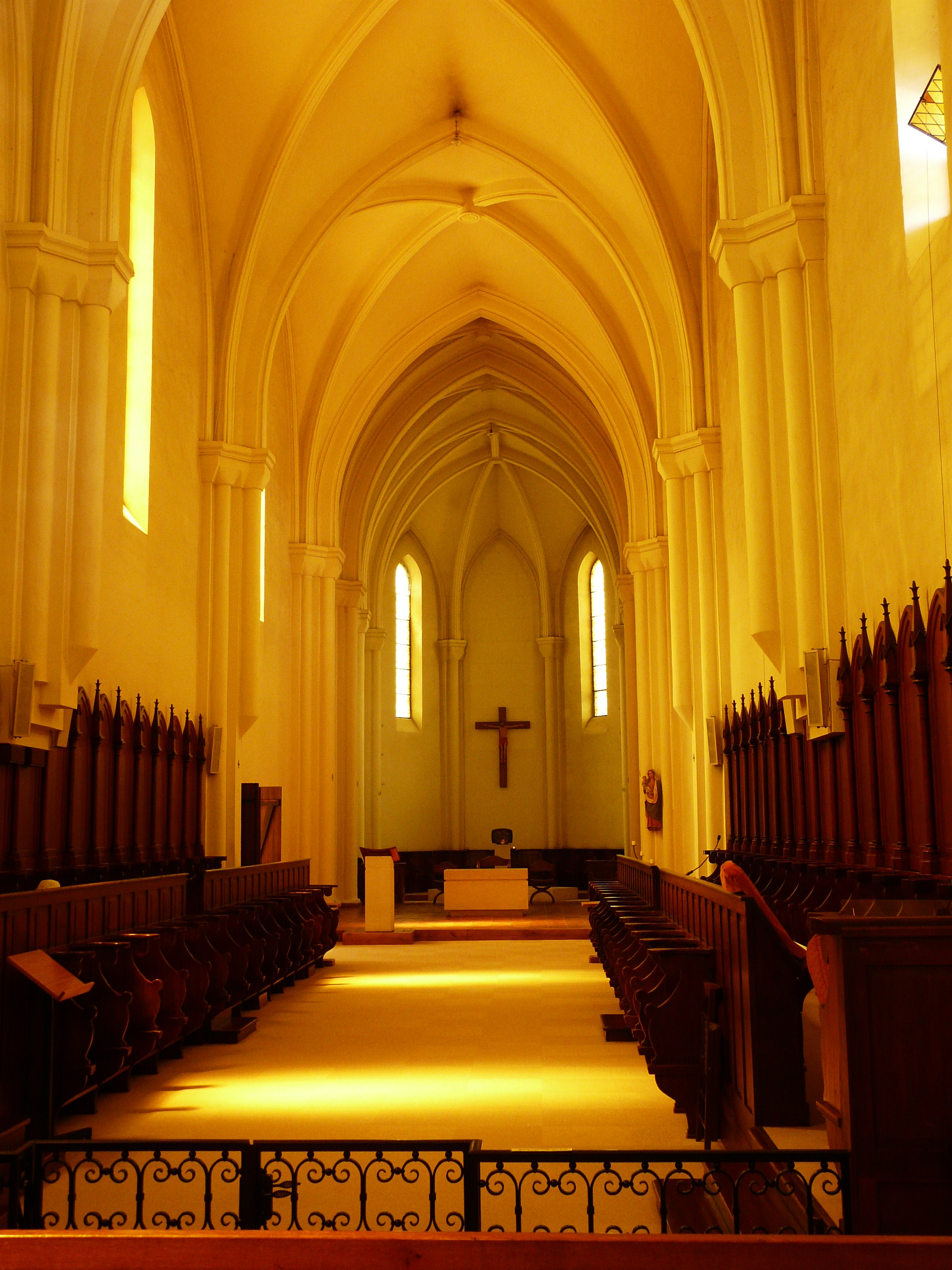
Le chœur des moniales dans l'église abbatiale

Une rénovation complète des bâtiments de l'abbaye qui dure deux ans se termine début 2016.